# Masia fortificada Torre Fonso
La masia fortificada Torre Fonso, també coneguda com a Torre-masia del Cid i Torre Alfonso és un edifici agrícola i residencial fortificat, a uns quatre quilòmetres de Vilafranca, al camí cap a L'Anglesola (CV-15), a la comarca de l'Alt Maestrat. Des d'aquest lloc es poden observar també altres torres fortificades de masies de la zona com la Torre En Blasco o la Torre Leandra.
El 2008 va ser declarada Bé d'Interès Cultural.
En aquesta zona és fàcil trobar restes d'hàbitats medievals amb ceràmiques d'època, així com diverses construccions fetes amb la tècnica de pedra en sec, típica de la zona.

## Història
Disperses pel terme municipal de Vilafranca hi ha una gran quantitat de masies fortificades. Una de les raons de la seva existència i gran nombre és el fet que la zona de Vilafranca no tenia cap castell que permetés als agricultors disseminats per la zona, refugiar-se en cas de perill. Si tenim en compte que aquesta zona ha estat implicada en tots els conflictes bèl·lics, des de la reconquesta a la guerra del 36 (Guerra de Successió, Guerra d'Independència, Guerres Carlistes, disputes amb la veïna Morella…), pot entendre's la necessitat de crear espais fortificats prop dels nuclis agrícoles on vivia la població que treballava als camps de l'altiplà.

## Descripció
Arquitectònicament, la torre segueix la tipologia comuna a la zona: té una planta rectangular, encara que en aquest cas és gairebé quadrada, amb murs de fàbrica de maçoneria, reforçats en les cantonades de carreus xicotets; sostre inclinat a una aigua acabat en teula àrab, està envoltat, excepte al costat on aboquen les aigües, pels murs de maçoneria que es perllonguen fent les rematades en merlets existents als quatre extrems, que en aquest cas han estat encegats per transformar el lloc en colomar. Amb deu metres d'altura, presenta cinc plantes. S'accedeix a la torre des de la façana principal, orientada al sud-oest. És la que dona a la plaça que es crea al voltant dels edificis que constitueixen la masia (zona residencial, estables, corrals, magatzems). Aquesta façana té finestres que clarament es van afegir posteriorment a l'edifici original. El caràcter defensiu queda demostrat en la presència en la façana sud-est d'una sèrie d'espitlleres.
A la torre hi ha finestres encegades, entre les quals pot ressaltar-se'n una que té un arc de mig punt tapiat.
La resta d'edificis que conformen la masia són de maçoneria i sostrada inclinada i rematada amb teula àrab. Excepte l'edifici que s'utilitza com a residència, la resta són solament d'una planta. La casa es diferencia, entre altres coses, per les dues altures i la presència de balconades en la façana. També  s'hi pot veure una golfa que serveix de colomar.
Actualment està bastant deteriorada pel seu ús al llarg dels anys i la falta d'un manteniment adequat al seu valor històric i patrimonial.